# Euchomenella moluccarum
Euchomenella moluccarum es una especie de mantis de la familia Mantidae.

## Distribución geográfica
Se encuentra en las Molucas (Indonesia).